# Paul Hanley (tennis)
Pour les articles homonymes, voir Paul Hanley et Hanley (homonymie).
Paul Jason Hanley, né le 12 novembre 1977 à Melbourne, est un joueur de tennis australien, professionnel de 1997 à 2014.
Spécialiste du double, où il a été classé 5e mondial, il a atteint deux finales en Grand Chelem en double mixte.
En dehors du circuit professionnel, il a notamment remporté la médaille d'or des Jeux du Commonwealth en 2010 en double messieurs et celle d'argent en double mixte.

## Palmarès

### En double messieurs
| 26 titres en double | 0 G. Chelem | 0 G. Chelem | 0 G. Chelem | 0 G. Chelem | 0 Masters  | 0 Masters  | 0 Masters   | 0 Masters   | 3 Masters 1000 | 3 Masters 1000 | 3 Masters 1000 | 3 Masters 1000 | 6 ATP 500          | 6 ATP 500          | 6 ATP 500          | 6 ATP 500          | 17 ATP 250         | 17 ATP 250         | 17 ATP 250     | 17 ATP 250     | 0 JO           | 0 JO           | 0 JO           | 0 JO           |
| 26 titres en double | 16 sur dur  | 16 sur dur  | 16 sur dur  | 16 sur dur  | 16 sur dur | 16 sur dur | 2 sur gazon | 2 sur gazon | 2 sur gazon    | 2 sur gazon    | 2 sur gazon    | 2 sur gazon    | 7 sur terre battue | 7 sur terre battue | 7 sur terre battue | 7 sur terre battue | 7 sur terre battue | 7 sur terre battue | 1 sur moquette | 1 sur moquette | 1 sur moquette | 1 sur moquette | 1 sur moquette | 1 sur moquette |

## Parcours dans les tournois duGrand Chelem

### En simple
N'a jamais participé à un tableau final.

### En double
| Année | Open d'Australie             | Open d'Australie          | Internationaux de France   | Internationaux de France     | Wimbledon                   | Wimbledon                 | US Open                     | US Open                     |
| ----- | ---------------------------- | ------------------------- | -------------------------- | ---------------------------- | --------------------------- | ------------------------- | --------------------------- | --------------------------- |
| 1999  | 1er tour (1/32) N. Healey    | E. Taino J. Waite         | —                          | —                            | —                           | —                         | —                           | —                           |
| 2000  | 2e tour (1/16) N. Healey     | M. Damm M. Mirnyi         | —                          | —                            | —                           | —                         | 2e tour (1/16) N. Healey    | J. Coetzee B. Haygarth      |
| 2001  | 2e tour (1/16) N. Healey     | W. Ferreira I. Kafelnikov | 2e tour (1/16) B. Ellwood  | N. Kulti M. Llodra           | 2e tour (1/16) A. Kratzmann | B. Bryan M. Bryan         | 1er tour (1/32) N. Healey   | W. Arthurs M. Hill          |
| 2002  | 1er tour (1/32) N. Healey    | J. Boutter A. Clément     | 1/4 de finale W. Arthurs   | M. Knowles D. Nestor         | 1er tour (1/32) W. Arthurs  | C. Haggard G. Trifu       | 2e tour (1/16) B. Ellwood   | W. Ferreira R. Leach        |
| 2003  | 1er tour (1/32) A. Kratzmann | L. Paes D. Rikl           | 1/2 finale W. Arthurs      | P. Haarhuis I. Kafelnikov    | 1/4 de finale W. Arthurs    | J. Björkman T. Woodbridge | 1/4 de finale W. Arthurs    | M. Knowles D. Nestor        |
| 2004  | 2e tour (1/16) W. Arthurs    | K. Braasch S. Sargsian    | 1er tour (1/32) W. Arthurs | A. Peya R. Wassen            | 1/2 finale W. Arthurs       | J. Björkman T. Woodbridge | 1er tour (1/32) W. Arthurs  | F. Mayer R. Wassen          |
| 2005  | 2e tour (1/16) W. Arthurs    | T. Berdych A. Pavel       | 1/4 de finale W. Arthurs   | J. Björkman M. Mirnyi        | 1er tour (1/32) W. Arthurs  | R. Schüttler A. Waske     | 1/8 de finale W. Arthurs    | J. Benneteau N. Mahut       |
| 2006  | 1/2 finale K. Ullyett        | B. Bryan M. Bryan         | 2e tour (1/16) K. Ullyett  | T. Parrott V. Spadea         | 1/4 de finale K. Ullyett    | M. Damm L. Paes           | 1/2 finale K. Ullyett       | M. Damm L. Paes             |
| 2007  | 1/2 finale K. Ullyett        | J. Björkman M. Mirnyi     | 2e tour (1/16) K. Ullyett  | I. Kunitsyn D. Toursounov    | 2e tour (1/16) K. Ullyett   | M. Melo A. Sá             | 1/2 finale K. Ullyett       | L. Dlouhý P. Vízner         |
| 2008  | 2e tour (1/16) L. Paes       | R. Bopanna R. Ram         | 2e tour (1/16) T. Perry    | B. Bryan M. Bryan            | 1er tour (1/32) T. Perry    | J. Björkman K. Ullyett    | 1er tour (1/32) J. Kerr     | B. Soares D. Vemić          |
| 2009  | 1/8 de finale J. Kerr        | L. Dlouhý L. Paes         | 1/8 de finale S. Aspelin   | W. Moodie D. Norman          | 1/4 de finale S. Aspelin    | J. Blake M. Fish          | 1er tour (1/32) S. Aspelin  | I. Ljubičić M. Llodra       |
| 2010  | 1/8 de finale S. Aspelin     | F. González I. Ljubičić   | 1er tour (1/32) S. Aspelin | M. Gicquel É. Roger-Vasselin | 2e tour (1/16) S. Aspelin   | J. Melzer P. Petzschner   | 1/4 de finale S. Aspelin    | M. Granollers T. Robredo    |
| 2011  | 1er tour (1/32) L. Dlouhý    | D. Marrero R. Ramírez     | 1/8 de finale S. Aspelin   | J. S. Cabal E. Schwank       | 1/8 de finale S. Aspelin    | B. Bryan M. Bryan         | 1/8 de finale D. Norman     | R. Bopanna A.-U.-H. Qureshi |
| 2012  | 1er tour (1/32) J. Murray    | J. Knowle M. Kohlmann     | 2e tour (1/16) J. Kerr     | M. Mirnyi D. Nestor          | 1er tour (1/32) M. Knowles  | S. Lipsky R. Ram          | 2e tour (1/16) E. Butorac   | B. Bryan M. Bryan           |
| 2013  | 1/8 de finale E. Butorac     | M. Granollers M. López    | —                          | —                            | 2e tour (1/16) J.-P. Smith  | A. Peya B. Soares         | 1er tour (1/32) J.-P. Smith | F. Fognini A. Ramos         |
| 2014  | 1er tour (1/32) J. Marray    | B. Bryan M. Bryan         | —                          | —                            | 1er tour (1/32) L. Dlouhý   | S. González S. Lipsky     | —                           | —                           |

N.B. : le nom du ou de la partenaire se trouve sous le résultat ; le nom des ultimes adversaires se trouve à droite.

### En double mixte
| Année | Open d'Australie              | Open d'Australie               | Internationaux de France | Internationaux de France    | Wimbledon                     | Wimbledon                  | US Open                       | US Open                       |
| ----- | ----------------------------- | ------------------------------ | ------------------------ | --------------------------- | ----------------------------- | -------------------------- | ----------------------------- | ----------------------------- |
| 2004  | —                             | —                              | —                        | —                           | 1/2 finale Ai Sugiyama        | Alicia Molik T. Woodbridge | —                             | —                             |
| 2005  | —                             | —                              | —                        | —                           | Finale T. Perebiynis          | Mary Pierce M. Bhupathi    | 1/4 de finale S. Stosur       | Dinara Safina Andy Ram        |
| 2006  | —                             | —                              | —                        | —                           | 2e tour (1/16) T. Perebiynis  | S. Stosur Leander Paes     | 1/2 finale Nicole Pratt       | Květa Peschke Martin Damm     |
| 2007  | —                             | —                              | —                        | —                           | 3e tour (1/8) T. Perebiynis   | K. Bondarenko Jordan Kerr  | 1er tour (1/16) M. Santangelo | Liezel Huber Jamie Murray     |
| 2008  | —                             | —                              | —                        | —                           | 3e tour (1/8) Cara Black      | S. Stosur Bob Bryan        | 1er tour (1/16) Shahar Peer   | C. Wozniacki M. Matkowski     |
| 2009  | —                             | —                              | —                        | —                           | 2e tour (1/16) An. Rodionova  | Lisa Raymond M. Matkowski  | —                             | —                             |
| 2010  | 1er tour (1/16) An. Rodionova | A. Kleybanova Max Mirnyi       | —                        | —                           | 1/4 de finale Chan Y-J.       | Cara Black Leander Paes    | 1/4 de finale Chan Y-J.       | B. Mattek-Sands Daniel Nestor |
| 2011  | Finale Chan Y-J.              | K. Srebotnik Daniel Nestor     | —                        | —                           | 1/2 finale Hsieh Su-Wei       | Elena Vesnina M. Bhupathi  | —                             | —                             |
| 2012  | 1er tour (1/16) Jelena Dokić  | A. Hlaváčková A.-U.-H. Qureshi | 1/4 de finale N. Grandin | K. Jans-Ignacik S. González | 1/4 de finale A. Kudryavtseva | Elena Vesnina Leander Paes | —                             | —                             |
| 2013  | 1er tour (1/16) Cara Black    | Liezel Huber Max Mirnyi        | —                        | —                           | 1er tour (1/32) Chan H-C.     | Robert Farah Darija Jurak  | —                             | —                             |

N.B. : le nom de la partenaire se trouve sous le résultat ; le nom des ultimes adversaires se trouve à droite.

## Participation aux Masters

### En double
| Année | Ville                      | Surface         | Partenaire    | Résultats | Résultat final    |
| ----- | -------------------------- | --------------- | ------------- | --------- | ----------------- |
| 2003  | Houston                    | Dur ext.        | Wayne Arthurs | 1v, 2d    | Éliminé en poules |
| 2005  | Shanghai, Qi Zhong Stadium | Moquette indoor | Wayne Arthurs | 2v, 1d    | Éliminé en poules |
| 2006  | Shanghai, Qi Zhong Stadium | Dur indoor      | Kevin Ullyett | 3v, 1d    | Demi-finaliste    |
| 2007  | Shanghai, Qi Zhong Stadium | Dur indoor      | Kevin Ullyett | 2v, 2d    | Demi-finaliste    |